# Сюанський папір
Сюанський папір (xuanzhi спрощ.: 宣纸; кит. трад.: 宣紙; піньїнь: xuānzhǐ), або Шуанський папір, або рисовий папір — це різновид паперу, який походить із стародавнього Китаю і використовувався для письма та малювання. Сюанський папір відомий своєю м'якістю та тонкою текстурою, що підходить для передачі художнього вираження як китайської каліграфії, так і живопису.

## Походження
Сюанський папір уперше згадується в стародавніх китайських книгах «Записки минулих відомих картин» і «Нова книга Тан». Його спочатку виробляли за часів династії Тан в повіті Цзін, який перебував під юрисдикцією префектури Сюань (Сюаньчжоу), звідси й назва паперу Сюань. Під час династії Тан папір часто був сумішшю коноплі (першого волокна, яке використовувалося для паперу в Китаї) і волокна шовковиці. За часів династії Сун промисловість виробництва паперу в Хуйчжоу та Чічжоу була поступово передана в округ Цзін.

## Класифікація
Через різні методи виробництва Сюанський папір можна поділити на Shengxuan, Shuxuan і Banshuxuan. Shengxuan (буквально «Сирий Сюань»), який не пройшов спеціальної обробки, вирізняється своєю здатністю вбирати воду, через що чорнило на ньому розпливається. Проте Shuxuan (буквально «Стиглий Сюань») під час виробництва додається сульфат алюмінію-калію, що призводить до більш жорсткої текстури, зниженої здатності поглинати воду та меншої стійкості до напруги зсуву (це означає, що його можна набагато легше порвати). Ця функція робить Shuxuan більш придатним для Гонгбі, а не для Xieyi. Banshuxuan (буквально «Напівстиглий Xuan») має проміжну засвоюваність, між Shengxuan і Shuxuan.

## Особливості
Сюанський папір має високу міцність на розрив, гладку поверхню, чисту та чисту текстуру та чистий штрих, чудову стійкість до зминання, корозії, молі та цвілі. Більшість стародавніх китайських книг і картин відомих художників, які дійшли до наших днів, добре збереглися на папері сюань. Сюанський папір отримав Золоту нагороду на Панамській міжнародній виставці в 1915 році. Сюанський папір використовувався для виготовлення сувоїв.

## Матеріал і виготовлення
Матеріал, який використовує Сюанський папір, тісно пов'язаний з географією округу Цзін. Кора Pteroceltis tatarinowii, поширеного виду в'яза в цьому районі, використовувалася як основний матеріал для виробництва Сюанський паперу. Рис разом із кількома іншими матеріалами згодом був доданий до рецепту в династіях Сун і Юань. Бамбук і шовковиця також почали використовуватися для виробництва Сюанського паперу приблизно в той час.
Виробництво Сюанського паперу можна умовно описати як процес із 18 кроків, а детальний опис включатиме понад сотню кроків. Деякі виробники паперу винайшли кроки, які трималися в секреті від інших. Процес включає обробку парою та відбілювання кори Pteroceltis tatarinowii, а також додавання різноманітних соків.